# GFPS – Gemeinschaft für studentischen Austausch in Mittel- und Osteuropa
GFPS – Gemeinschaft für studentischen Austausch in Mittel- und Osteuropa e.V. (abgekürzt GFPS) ist ein deutscher Verein mit Sitz in Freiburg im Breisgau, der sich für den Austausch und die Verständigung von Studierenden aus verschiedenen Ländern Ost- und Mitteleuropas einsetzt. Er arbeitet damit eng mit Partnervereinen aus Polen und Tschechien zusammen.

## Geschichte
Der Verein wurde 1984 als „Gemeinschaft zur Förderung von Studienaufenthalten polnischer Studenten in der Bundesrepublik Deutschland e.V.“ (abgekürzt GFPS) in Freiburg gegründet, um nach der Beendigung des Kriegsrechts in Polen polnischen Studierenden einen einsemestrigen Aufenthalt in Deutschland zu ermöglichen. Kern des Programms ist die Vergabe eines Semesterstipendiums und die persönliche Betreuung der Stipendiaten vor Ort. Nach dem Zerfall des Ostblocks wurde 1994 mit „GFPS-Polska“ ein Partnerverein in Polen gegründet, um deutschen Studierenden ein Studiensemester in Polen zu ermöglichen. 1998 folgte die Gründung von „Janua linguarum reserata“ (seit 2004 „GFPS-CZ“) als Partnerverein in Tschechien, so dass seitdem auch ein deutsch-tschechischer Austausch stattfindet. Der Name des deutschen Vereins wurde daraufhin in die heutige Form geändert, wobei die alte Abkürzung „GFPS“ beibehalten wurde.
Seit 2004 existiert ein Programm, das Studierenden aus Belarus einen einsemestrigen Aufenthalt in Deutschland ermöglicht. Für das Wintersemester 2017/2018 ist die erste Aufnahme von Studierenden aus der Ukraine geplant.
Der Verein wird bis heute vollständig ehrenamtlich von Studierenden geführt.

## Tätigkeitsfeld
Die Partnervereine vergeben insbesondere Stipendien für einsemestrige Studien- und Sprachkursaufenthalte im Rahmen eines jeweils bidirektionalen deutsch-polnischen und eines deutsch-tschechischen Studierendenaustausches; das Austauschprogramm mit Belarus findet derzeit noch unidirektional von Belarus nach Deutschland statt. Zudem organisiert der dezentral strukturierte Verein größere und kleinere Veranstaltungen wie Tandem-Sprachkurse, Seminare oder Ausstellungen, um den Austausch von Studierenden der verschiedenen Länder und die Völkerverständigung zu fördern. Das deutsch-polnische Austauschprogramm wird insbesondere von der Stiftung für deutsch-polnische Zusammenarbeit, das deutsch-tschechische vom Deutsch-Tschechischen Zukunftsfonds finanziert. Weitere Förderer sind das Deutsch-Polnische Jugendwerk, die Initiative Mitte- und Osteuropa e.V. sowie die Zeit-Stiftung. Zudem existiert ein Förderkreis für das Stipendienprogramm.

## Bekannte ehemalige Stipendiaten
Bekannte ehemalige Stipendiaten der GFPS sind:
- Jerzy Margański, Botschafter Polens in Berlin
- Jolanta Róża Kozłowska, polnische Botschafterin in Österreich
- Róża Thun, Publizistin und Mitglied des Europäischen Parlaments
- Adam Krzemiński, Journalist, u. a. für die Polityka und Die Zeit
- Gerhard Gnauck, Journalist, u. a. für Die Welt
- Gabriele Lesser, Journalistin, Polen-Korrespondentin mehrerer Tageszeitungen
- Jacek Jaśkowiak, Bürgermeister der Stadt Posen
- Sławomira Walczewska, polnische Aktivistin und Feministin

## Schirmherren und Auszeichnungen
Schirmherrin des deutschen Vereins ist Gesine Schwan, Schirmherr des polnischen Vereins war bis zu seinem Tode Władysław Bartoszewski. Der erste postkommunistische Premierminister Polens, Tadeusz Mazowiecki, war Ehrenmitglied von GFPS-Polska. 2001 spendete dieser das mit der Verleihung des Deutschen Nationalpreises verbundene Preisgeld an den polnischen Partnerverein.
Die GFPS wurde insbesondere für ihren Einsatz für den deutsch-polnischen Studierendenaustausch mehrfach ausgezeichnet, unter anderem mit dem Preis „Guter Nachbar“, den das Deutsch-Polnische Jugendwerk 2011 zu seinem 20-jährigen Bestehen verlieh, sowie mit dem Preis "Gutes Stipendium 2012" von der Polnisch-Amerikanischen Freiheitsstiftung.